# Adrian Wojnarowski
Adrian Wojnarowski, född 4 mars 1969, är en amerikansk sportjournalist, krönikör och författare.
Han har bevakat den nordamerikanska professionella basketligan National Basketball Association (NBA) sedan 2000-talet, först åt Yahoo! och sen ESPN. Dessförinnan bevakade Wojnarowski främst collegebasketen i USA. Han har också arbetat för dagstidningarna Olean Times Herald, The Fresno Bee, Republican-American och The Record.
Wojnarowski avlade en kandidatexamen i journalistik vid St. Bonaventure University.